# Nelia
Nelia (лат.) — род суккулентных растений семейства Аизовые (Aizoaceae), подсемейства Ruschioideae, произрастающий на территории Капской провинции Южно-Африканской Республики.

## Название
Родовое латинское (научное) название Nelia дано в честь ботаника Герта Неля (Gert C. Nel, 1855-1950), профессора Стелленбосского университета, ЮАР.
Из-за отсутствия официального русскоязычного названия рода в авторитетных источниках, вероятное произношение на русском языке может быть сформировано как «Нелия».

## Ботаническое описание
Представители рода — миниатюрные, хохлатые или бесстебельные многолетние растения с мочковатыми корнями. Листья расположены супротивно, имеют треугольную форму, удлиненные, с закругленной вершиной, окрашены от сероватого до светло-зеленого оттенка. Устьица находятся в основании листьев и имеют слегка приподнятые дочерние клетки.
Цветки собраны в 1-3 штуки, часто тройчато-дихазиевые, с короткой цветоножкой, двустворчатые (бывают и боковые), диаметром около 20 мм. Они открываются впервые утром и остаются открытыми непрерывно в течение приблизительно 3 недель. Чашелистиков 5, неравных, коротко сросшихся над завязью. Лепестки располагаются в нескольких рядах, имеют линейно-лопатчатую форму, часто короче чашелистиков. Они выемчатые, относительно жесткие, у основания обладают короткими волосками. Окрас лепестков может быть белым, реже бледно-розовым. Тычинки и стаминодии остаются жесткими на протяжении всего периода цветения. Завязь плоская или слегка выпуклая; рыльцев 5, они мелкие и имеют широко-трехгранную форму, окрашены в зеленый цвет. Плод представляет собой 5-гнездную коробочку, похожую на плоды рода Delosperma, однако с параллельно расширяющимися килями. Семена имеют длину около 1 мм, могут быть грушевидной или сердцевидной формы, окрашены в светло-желтый цвет и обладают мелкой текстурой.

## Таксономия
Nelia Schwantes, первое упоминание в Möller's Deutsche Gärtn.-Zeitung 43: 92. (1928).

### Синонимы
- Sterropetalum N.E.Br.

### Виды
Согласно данным сайта WFO Plantlist на июнь 2023 года, род состоит из 2 видов:
- Nelia pillansii (N.E.Br.) Schwantes
- Nelia schlechteri Schwantes